# ル・ファンタスク級大型駆逐艦
| ル・ファンタスク級大型駆逐艦 | ル・ファンタスク級大型駆逐艦                       | ル・ファンタスク級大型駆逐艦                       |
| ---------------------------- | -------------------------------------------------- | -------------------------------------------------- |
| 洋上のル・ファンタスク       |                                                    |                                                    |
| 艦級概観                     |                                                    |                                                    |
| 艦種                         | 大型駆逐艦                                         | 大型駆逐艦                                         |
| 就役開始                     | 1935年                                             | 1935年                                             |
| 退役完了                     | 1964年（ル・マラン）                               | 1964年（ル・マラン）                               |
| 前級                         | ヴォークラン級大型駆逐艦                           | ヴォークラン級大型駆逐艦                           |
| 次級                         | モガドール級大型駆逐艦                             | モガドール級大型駆逐艦                             |
| 性能諸元                     |                                                    |                                                    |
| 排水量                       | 基準                                               | 2,569トン                                          |
| 排水量                       | 満載                                               | 3,200トン                                          |
| 全長                         | 132.4m                                             | 132.4m                                             |
| 全幅                         | 11.98m                                             | 11.98m                                             |
| 吃水                         | 4.3m                                               | 4.3m                                               |
| 機関                         | 重油専焼水管缶4基 +ギヤード・タービン2基2軸推進    | 重油専焼水管缶4基 +ギヤード・タービン2基2軸推進    |
| 出力                         | 定格:74,000shp 最大:100,000shp                     | 定格:74,000shp 最大:100,000shp                     |
| 速力                         | 37.0ノット（69km/h）                               | 37.0ノット（69km/h）                               |
| 航続距離                     | 17ノット/3,560海里（6,600km） 34ノット/（1,200km） | 17ノット/3,560海里（6,600km） 34ノット/（1,200km） |
| 乗員                         | 220名                                              | 220名                                              |
| 兵装                         | 13.8cm単装速射砲                                   | 5門                                                |
| 兵装                         | 3.7cm連装機関砲                                    | 2基4門                                             |
| 兵装                         | 13.2mm連装機銃                                     | 2基4門                                             |
| 兵装                         | 55cm3連装発射管                                    | 3基9門                                             |
| 兵装                         | 機雷                                               | 40～50発                                           |
| 兵装                         | 改装後                                             |                                                    |
| 兵装                         | 40mm機関砲                                         | 8門                                                |
| 兵装                         | 20mm機関砲                                         | 8～10門                                            |
| 兵装                         | 表記                                               |                                                    |
| 日本語                       | ル・ファンタスク級大型駆逐艦                       | ル・ファンタスク級大型駆逐艦                       |
| 仏語                         | Contre-Torpilleur de classe Le Fantasque           | Contre-Torpilleur de classe Le Fantasque           |
| 英語                         | Le Fantasque Class (Large) Destroyer               | Le Fantasque Class (Large) Destroyer               |

ル・ファンタスク級大型駆逐艦（Contre-Torpilleur de classe Le Fantasque、Le Fantasque Class Destroyer）は、フランス海軍が建造した大型駆逐艦の艦級で6隻が就役した。

## 概要
本級は1930年度計画によって建造された、ヴォークラン級大型駆逐艦に続くジャグアー級大型駆逐艦の準同型艦である。前級のヴォークラン級に対してボイラーが1基減じられ、4本だった煙突も排煙路を2本に集束した集合煙突の2本にされた。また砲身も長砲身型の13.8cm（50口径）速射砲に改められ、従来のジャグアー級の後継艦とは一変したシルエットとなった。

## 艦形

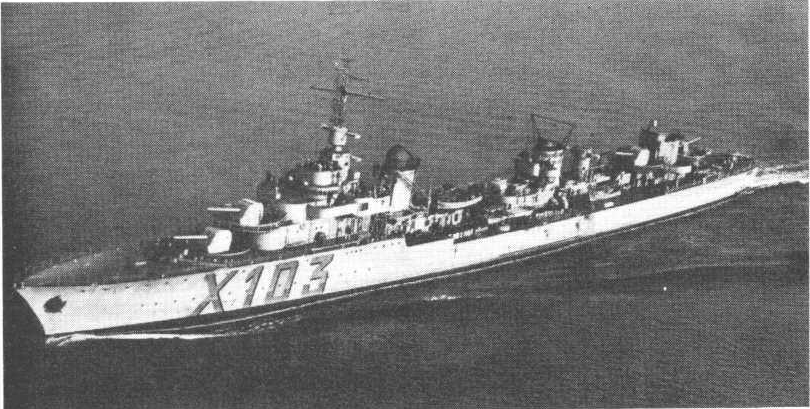
1935年に撮られた「ル・ファンタスク」。

本級の船体形状は艦首のみ乾舷の高い短船首楼型船体である。クリッパー型の艦首から前部甲板上に、主砲の「1929年型 13.9cm（50口径）速射砲」を防盾の付いた単装砲架で背負い式配置で2基。2番主砲塔の基部から上部構造物が始まり、その上に上部に測距儀を載せ、両脇に船橋（ブリッジ）を付けた箱型の操舵艦橋が立ち、それを基部として簡素な単脚式の前部マストが立つ。
船体中央部には前後に離された2本煙突が立ち、55cm魚雷発射管が三連装で1番・2番煙突の側面に片舷1基ずつと2番煙突の背後に1基の計3基で片舷あたり6門が向けられた。煙突の周囲は艦載艇置き場となっており、1番煙突の側面に片舷1基ずつのクレーン計2基により運用された。副武装である3.7cm連装機関砲は2番煙突の側面に片舷1基ずつ計2基が配置された。軽量化のために後部マストは存在せず、2番煙突の左右にヤードを付けて、前部マストからの無線のアンテナ線を展開した。その2番煙突の背後に後部指揮所が設けられ、後部甲板上に上部構造物が設けられ、後部見張り所を挟んで3番・4番主砲が背中合わせに2基が配置。そこから後部甲板上に5番主砲が後ろ向きに1基の計5基が配置されていた

## 兵装

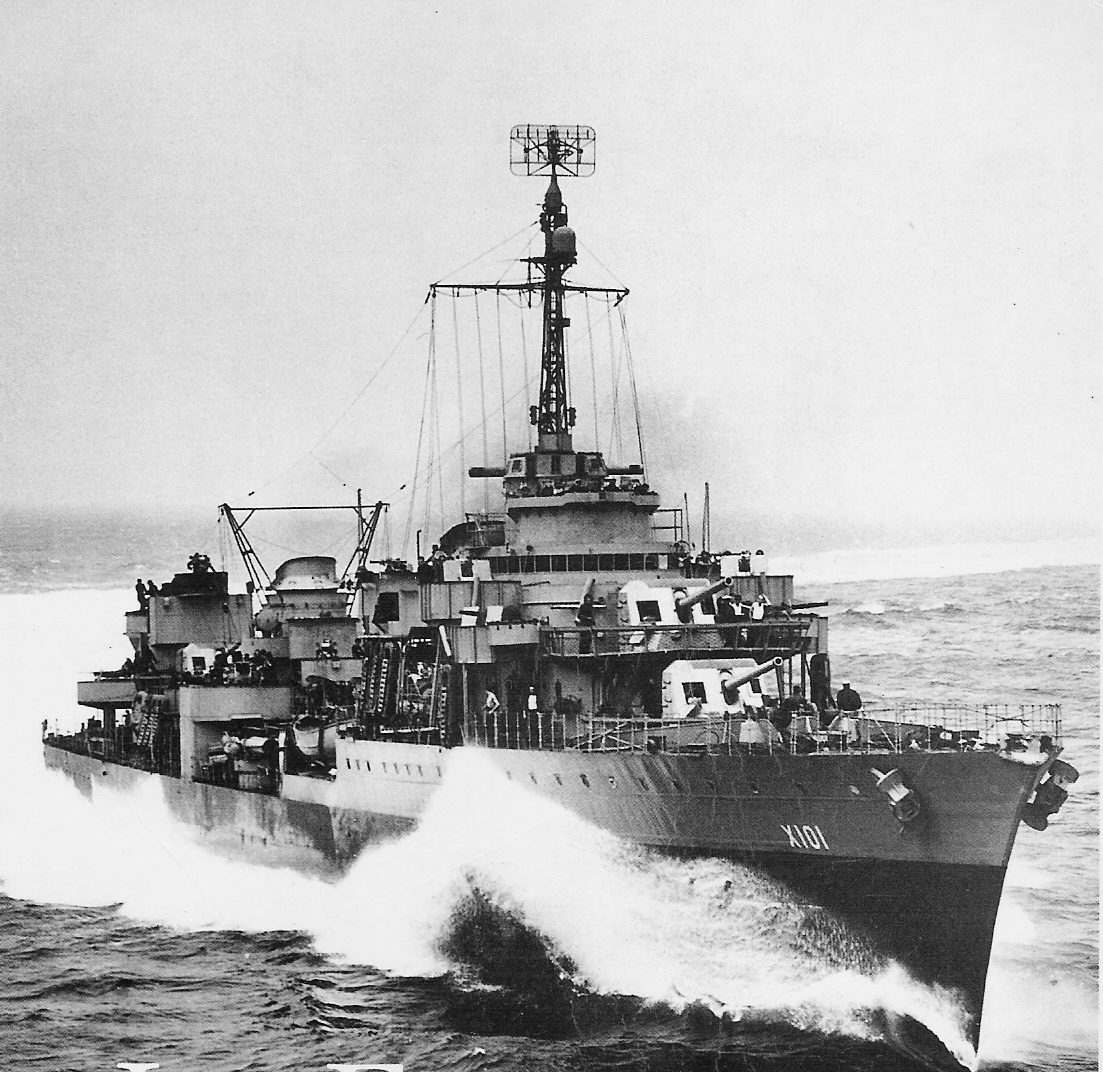
1943年に撮られた自由フランス海軍に所属時代の「ル・ファンタスク」。前部マストが多脚化されており、上部にレーダーのアンテナを新設している。

### 主砲
主砲は新設計の「1929年型 13.9cm（45口径）速射砲」である。その性能は40.6kgの砲弾を仰角30度で20,000mという射程を得ていた。この砲を単装砲架で5基を搭載した。俯仰能力は仰角30度・俯角10度である。旋回角度は単体首尾線方向を0度として左右150度の旋回角度を持つ。発射速度はカタログデーターは毎分7発である。

### 備砲、魚雷兵装

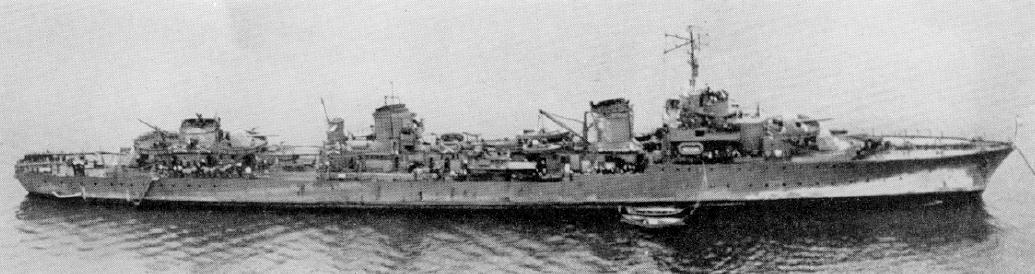
1942年に撮られた「ル・ファンタスク」。ほぼ就役時の姿である。

対空火器として「オチキス 3.7cm（50口径）機関砲」を採用した。その性能は2.8kgの砲弾を仰角45度で7,150m、最大仰角で高度4,200mまで届かせる能力があった。これを連装砲架で2基を搭載した。砲架の俯仰能力は仰角80度・俯角15度である。旋回角度は360度の旋回角度を持つが実際は上部構造物により射界を制限された。発射速度は毎分42発である。

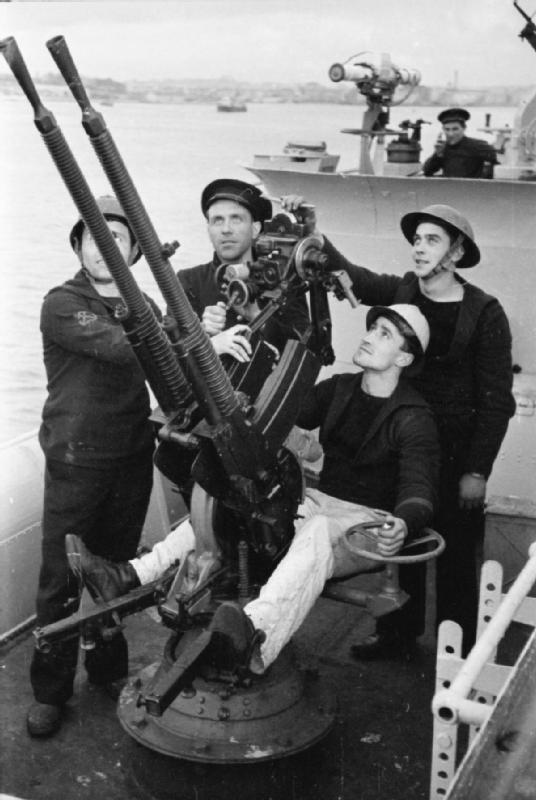
本級にも搭載された13.2mm連装機銃。

他に近接火器として「オチキス 13.2mm（76口径）機関砲」を採用した。その性能は51gの砲弾を仰角45度で7,200m、最大仰角で高度5,500mまで届かせる能力があった。これを連装砲架で2基を搭載した。砲架の俯仰能力は仰角90度・俯角10度である。旋回角度は360度の旋回角度を持つが実際は上部構造物により射界を制限された。発射速度は毎分450発である。他に主砲では手に負えない相手への対抗として55cm魚雷発射管を三連装で計3基装備した。

### 就役後の武装変換

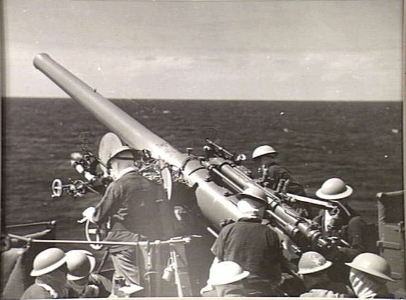
写真は「ル・トリオンファン」にも搭載された「Mark V 10,2cm（45口径）高角砲。」

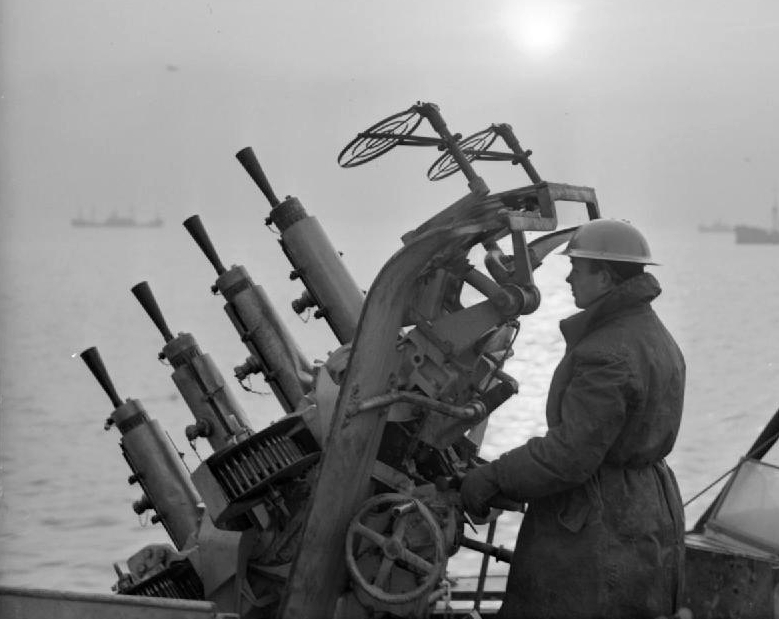
写真は「ル・トリオンファン」にも搭載されたトライバル級駆「アシャンティ（HMS Ashanti）」の「ヴィッカーズ 12.7mm（62口径）四連装機関銃」。

就役後の1941年に「ランドンターブル」は3.7cm機関砲を連装砲架で3基を追加した。
自由フランス海軍の「ル・トリオンファン」は1940年に4番主砲である13.9cm速射砲1基を撤去し、代わりにイギリス製の「10.2cm（45口径）高角砲」を単装砲架で1基を搭載した。更に近接火器として「ヴィッカース 4cm（39口径）ポンポン砲」を単装砲架で2基、同「ヴィッカーズ 12.7mm（62口径）機関銃」を四連装砲架で1基、同連装砲架で2基、単装砲架で2基を搭載した。1942年に「ル・トリオンファン」は「エリコン 2cm（76口径）機銃を単装砲架で7基を搭載した。
1943年から1944年にかけて「ル・ファンタスク」「ル・テリブル」「ル・マラン」「ル・トリオンファン」は近代化改装が行われた。このうち「ル・ファンタスク」「ル・テリブル」は3.7cm連装機関砲2基と13.2mm連装機銃2基と55cm三連装魚雷発射管1基を撤去し、新たに対空火器として「ボフォース 4cm（56口径）機関砲」を四連装砲架で1基を搭載し、エリコン 2cm単装機銃8基（「ル・マラン」「ル・トリオンファン」は10基）を追加。またレーダーの搭載と燃料タンクを530トンから730トンへの増設を行った。

## 機関

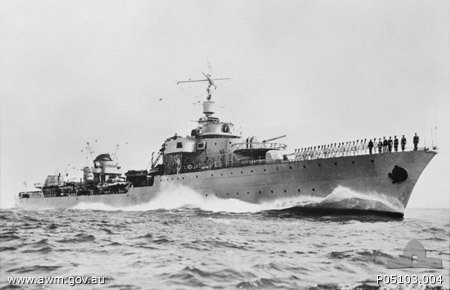
白波を蹴立てて高速航行中の「ル・トリオンファン」

本級の機関は重油専焼水管缶4基とギヤード・タービン2基2軸推進で出力74,000馬力で常用37.0ノットを発揮した。
ボイラーはエーグル級「ミラン」および「ペルヴィイ」に搭載された新型ボイラーを採用した。公試運転においてネームシップの「ル・ファンタスク」が42.72ノット。｢ル・テリブル」は45.02kt（ 83.0km/h）を記録している。このとき機関出力は100,000馬力に到達した他、44.9ktで1時間巡航した際には94,200馬力を発揮している。
機関構成は性能の比較のために各艦で異なっており、「ル・マラン」「ル・トリオンファン」はペノエ式重油専焼水管缶とパーソンズ式ギヤード・タービン。「ローダシュー」「ル・ファンタスク」はボイラーはペノエ式だが推進機関はラテュ・ブルターニュ式ギヤード・タービンである。「ル・テリブル」のみヤーロー式重油専焼水管4基とラテュ・ブルターニュ式ギヤード・タービンの組み合わせであった。

## 艦歴
第二次世界大戦において、「ローダシュー」がダカール沖海戦においてオーストラリア海軍の「オーストラリア」から8インチ砲の砲撃を受け大破、後にドイツ海軍によって再就役が試みられるも1943年5月7日に連合軍の爆撃により大破し、再就役は断念された。また、「ランドンターブル」は1942年11月27日、トゥーロンで自沈した。
残る4隻は、イギリスによる捕獲後、1943年から軽巡洋艦の代わりに自由フランス軍によって運用され、大戦後もフランス海軍に所属。1964年に最後の1隻となった「ル・マラン」が除籍された。

## 同型艦
| 艦名                                | 起工       | 進水           | 就役       | 除籍               |
| ----------------------------------- | ---------- | -------------- | ---------- | ------------------ |
| ル・ファンタスク（Le Fantasque）    | 1931年11月 | 1934年3月15日  | 1936年3月  | 1957年5月2日       |
| ル・トリオンファン（Le Triomphant） | 1931年8月  | 1934年4月16日  | 1936年5月  | 1954年12月         |
| ル・マラン（Le Malin）              | 1931年11月 | 1933年8月17日  | 1936年5月  | 1964年2月          |
| ローダシュー（L'Audacieux）         | 1931年11月 | 1934年3月15日  | 1935年11月 | 1943年5月7日戦没   |
| ル・テリブル（Le Terrible）         | 1931年12月 | 1933年11月30日 | 1935年4月  | 1962年6月          |
| ランドンターブル（L'Indomptable）   | 1932年1月  | 1933年12月7日  | 1936年2月  | 1942年11月27日自沈 |

## 参考図書
- 「世界の艦船 増刊第17集　第2次大戦のフランス軍艦」（海人社）
- 「世界の艦船増刊第50集　フランス巡洋艦史」（海人社）
- 「Conway All The World's Fightingships 1922-1946」（Conway）